# بومیان اولیه آمریکا در اورگن

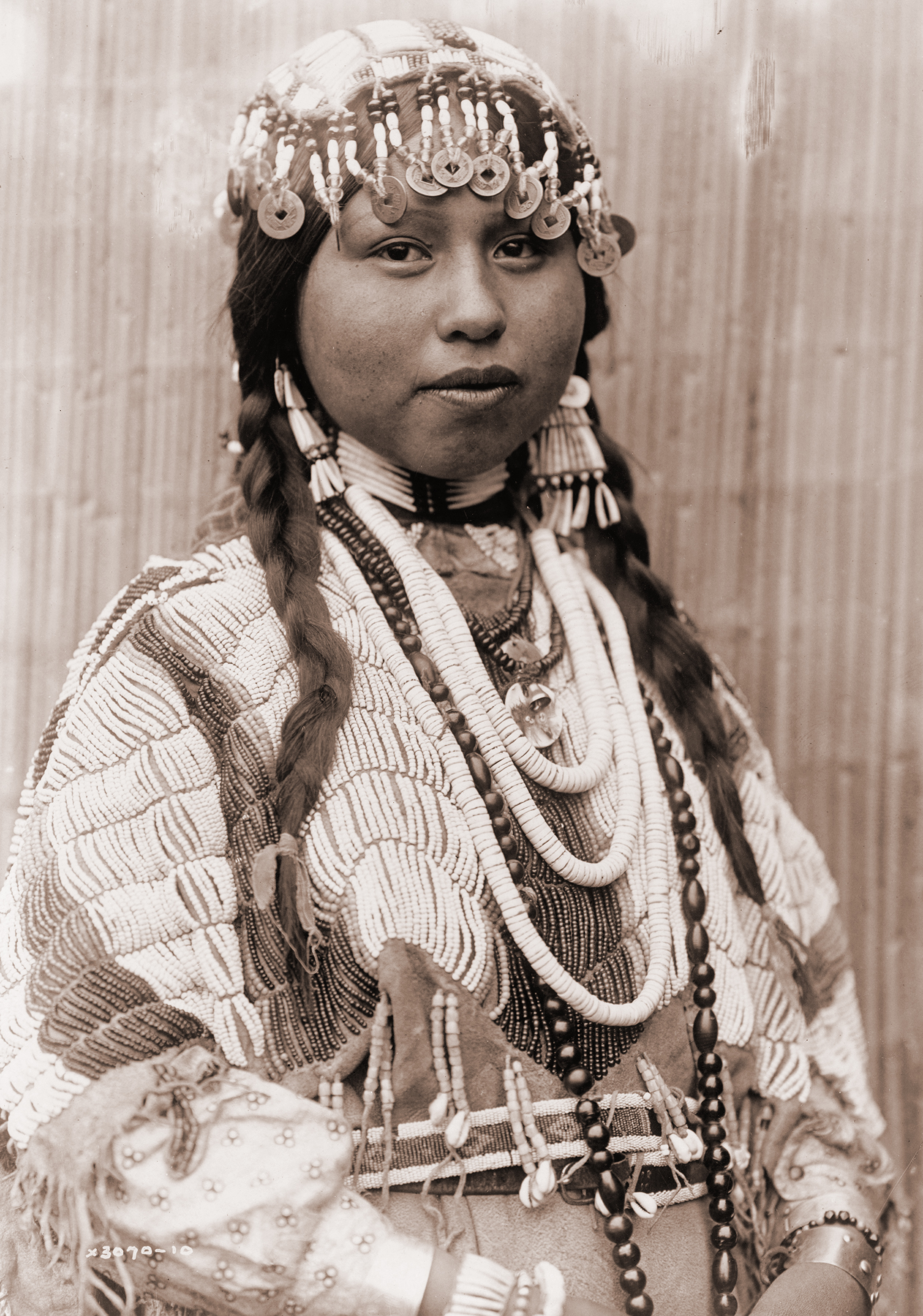
یک زن ویشرام با لباس مزّین عروس، در سال ۱۲۹۰ خورشیدی (۱۹۱۱ میلادی)

بومیان ایالت اورگن، یک مجموعه ای از قبایل اصلی ایالت اورگن امروزی هستند که درمنطقهٔ شمال غربی ایالات متحده آمریکا در ساحل اقیانوس آرام زندگی می‌کردند، یا هنوز در منطقه ای تعیین شده ساکن هستند. ایالت اورگن در حال حاضر روابط خود را با ۹ گروه قبیله ای که توسط دولت فدرال به رسمیت شناخته شده‌اند حفظ می‌کند، اما می‌داند که تعداد بسیار بیشتری از گروه‌های قبیله ای خود مختار در زمین‌های آن ایالت می‌زیستند که دیگر یا نشانی از ایشان نمانده یا امروزه در نهادهای اتحادیه‌های بزرگتر جذب شده‌اند. شش قبیله از نه قبیله در اواخر قرن بیستم، پس از پایان دادن به حقوق معاهده خود و احیای آن از دهه ۱۹۵۰، به رسمیت شناخته شدند.

## تاریخ

### کاشفان، تاجران خز، و اقوام بومی

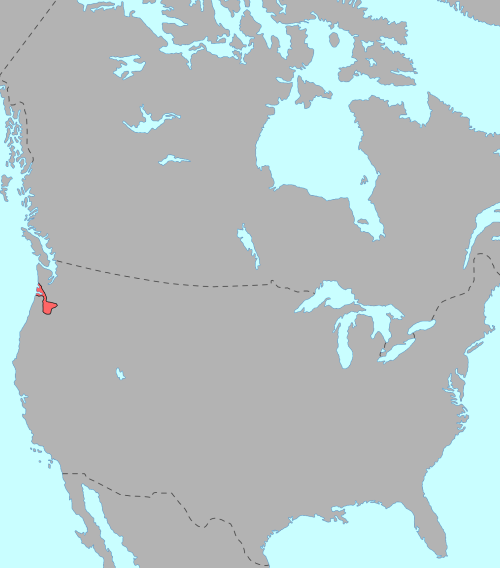
منطقه ای که ساکنان بومی آن که به گویش‌های مختلف شینوکانی صحبت می‌کردند، در سفرهای اکتشافی لوئیس و کلارک کشف شدند.

به دلیل اینکه هیچ گروه از بومیان اولیه آمریکا در ایالت اورگن، چه قبل و چه بعد از ورود اروپایی‌ها به قارهٔ آمریکا، برای خود زبان نوشتاریی حفظ نکردند، لازم است از حکایت‌های بازدیدکنندگان و سوابق آن‌ها و مطبوعات خارجی‌هائی که اغلب متخاصم بوده و با درک ضعیف از فرهنگ بومیان منطقه برای بازسازی داستان و تاریخ مردمان بومی اورگن می‌نوشتند استفاده شود.
به مدت دو سال یعنی از ۱۱۸۳ تا ۱۱۸۵ خورشیدی (۱۸۰۴ تا ۱۸۰۶ میلادی) سفر اکتشافی لوئیس و کلارک دوام آورد. در این سفر سراسر رودخانه کلمبیا را که ایالت‌های اورگن و واشینگتن امروزی را سیر می‌کند، پیمودند. در این سفر بر عکس بازدید کنندگان پیشین که به سواحل بالا و پایین سفر نموده و با مردم بومی ساکن آنجا فقط کوته زمانی تماس برقرار کرده بودند، گروه لوئیس و کلارک اولین گروه با پیشینه اروپائی آمریکایی بودند که در میان قبایل اورگن مدتی زندگی کردند. این مکتشفین، سوابق دقیقی در مورد بومیان و کسانی که در سفرهای خود با آنها روبرو می‌شدند باقی گذاشتند، در نتیجه، اولین گزارش مکتوب از جمعیت بومی اورگن توسط گروه لوئیس و کلارک ارائه شده‌است.
لوئیس و کلارک با گروه خود زمان طولانی در میان قبیله‌های مختلف طبقه‌بندی شده به خصوص قبیلهٔ شینوک، مردمی که به گویش‌های زبان شینوکان، شامل کاتلامِت، واسکو، ویشرام، کلَتسُپ، و قوم کلَکامس است زندگی کردند. لوئیس و کلارک در زمان سفر خود، جمعیتی حدود ۱۶۰۰۰ نفر را برای مردمان مختلف شینوک تخمین زدند، در حالی که با قبایل دیگر موجود در منطقهٔ اورگن کل جمعیت بومی را به ۵۰۰۰۰ نفر رساندند.
پس از خروج گروه مکتشفین لوئیس و کلارک از ارگن، اولین سفیدپوستانی که وارد این منطقه شدند، تاجران خز بودند که برای به دست آوردن پوست سگ آبی که بیش از حد در بازار طرفدار داشت و در رودخانه موجود بودند وارد این سرزمین شدند. یکی از تاجران خز بنام راس کاکْسْ، بود که در ۲۰ اردیبهشت ۱۱۹۱ خورشیدی (۱۰ ماه مه ۱۸۱۲ میلادی) وارد ساختمان جدید قلعهٔ اَستُر، واقع در حدود ۴/۸ کیلومتری جنوب تانگ پوینت در دهانهٔ رود بزرگ کلمبیا بود، شد. او دو دهه بعد از سفرش گزارشی برای آیندگان از خود به جای گذاشت. وی در این گزارش خاطرهٔ خود را از تنش بین تاجران خز و بومی‌های منطقه در رابطه با تلاش آن‌ها در دزدی اشیاء و گاهی دزدیدن آذوقه‌های تاجران توسط مردان بی‌باک بومی را به یاد می‌آورد، که با چه خشونتی از جانب تجار اروپائی الاصل مواجه می‌شدند.

به نظرکاکْسْ، مردمی را که او برای اولین بار در خارج قلعه استر دید، که به زبان شینوک صحبت می‌کردند، از لحاظ ظاهر غیرقابل تحمل یافت. راس کاکْسْ می‌نویسد:
«آنان مانند اشیائی نا متعارف بودند، و با ظاهری که داشتند معلوم بود که ابداً مایل نبودند تا زیبایی بومی خود را آشکار سازند، یا با خلوص آداب سرخپوستی شان بخواهند ما را تحت تأثیر قرار دهند. عدهٔ کمی از مردانشان تا حدی بدن‌های پوشیده داشتند، اما بیشترشان فاقد هر گونه پوششی که قابل توصیف باشد بودند. چشمانشان سیاه، نافذ، و فاقد اعتماد به ما بود. گوش‌های قاچ خورده را با رشته مهره هائی تزئین کرده بودند. غضروف بینی آنها سوراخ شده و با تکه‌های هایاکوا که به صورت افقی قرار گرفته‌اند تزئین شده بودند. بدن‌هایشان آغشته به روغن نهنگ بود که ظاهری وحشتناک و پر انزجار به آنها می‌داد. از طرف دیگر زنان قبیله-- پناه بر خدا! با همان ویژگی‌ها و بدنهای عریان، پوست پر چروک، دندان‌های کوتاه و کثیف، زانوان خم شده، راه رفتن اردک وار، با تنها پوششی که شلیته ای از رشته‌های باریک پوست درختان سرو که به صورت تارهایی تابیده شده بودند بدنشان را از کمر تا زانو می‌پوشاند.

Map of Oregon and upper California from the surveys of John Charles Frémont and other authorities LOC 79692904

کاکس و همکارانش با وجود دیدشان به ناسازگاری جسمانی بومیان منطقه، به راحتی و آزادانه به اسکان‌های قبیله‌های واقع در دهانه کلمبیا سفر کردند و متوجه شدند: «بومیان عموماً ما را با دوستی و مهمان نوازی می‌پذیرفتند.» با گذشت زمان، نظرات کاکس در مورد ساکنان روستاهای مختلف مشخص‌تر شد. او کاتلامتس را «آرام‌ترین»، تیلاموک‌ها را «سرکش‌ترین» و کلاتسوپ‌ها را «صادق‌ترین» گروه بومیان توصیف کرد. او عمل مردم چیلویتس را به قرار تصور زیبایی که با بستن جمجمه نوزادان برای صاف کردن پیشانی نا پسند می‌دانست.
به گواهی کاکْسْ که برای اولین بار در ژوئن ۱۸۱۲ با قایق پاروئی به کلمبیا رفت، با هیچ مشکلی با بومیان آمریکا روبرو نشدتا اینکه گروه وی به اولین آبهای سریع‌السیر رودخانه کلمبیا که ساعتی حدود ۱۷۰ مایل (۲۷۰ کیلومتر) در حرکت بود رسیدند. این قسمت رودخانه را در سر بالائی رودخانه غیرقابل قایق‌رانی یافتند. کاکْسْ این قبایل را با صفاتی چون «بی‌تردید کثیف‌تر و زشت‌تر» از قبایل ساحلی دانست. و چنین برداشت کرده بود که آن‌ها به گروه‌های خانوادگی تقسیم شده‌اند که «کاملاً مستقل از دیگری به نظر می‌رسند» و تحت کنترل یک رئیس واحد نیستند. در طول سفر، رد و بدل هائی انجام می‌شد که در آن تنباکو و «هدایای ناچیز» با ماهی قزل آلا مبادله می‌کردند که مکمل مفاد موجود این گروه مسافران بود.
پس از چند روز که دوباره مجبور به حمل آذوقه در اطراف آبهای سریع‌السیر شدند، گروه مسافران با مشکل سرقت کالاهای بدون مراقبت خود روبرو شد که مجبور به شلیک تیر تفنگ و زخمی شدن یکی از بومیان شد. در سفر برگشت در اکتبر ۱۸۱۲ مشکلات و درگیری‌های مشابهی در مناطق حمل و نقل رخ داد که از جمله رویارویی با «پنجاه یا شصت نفر از بومیان ملبس به پیراهن‌های جنگی و کاملاً مسلح» که ظاهراً سعی داشتند تاجران خز را به منظور سرقت از آنها متوقف کنند. از گروه کاکْسْ دو بسته کالا به سرقت رفت که باعث گروگان - گیری از بومیان شد تا مجبور به بازگشت کالاها شوند.
در خاطرات کاکْسْ آمده: در خشکی، با قبایل متمایز دیگری که مسلح و سوار بر اسب بودند روبرو شدند. این سوارکاران «تمیز» بودند و «پیراهن‌ها و شلوارهای چرمی زیبا» دربرداشتند و «شیوه جسورانه‌ای داشتند که ما در هیچ‌یک از قبایل ساکن ساحل دریا به بالا مشاهده نکردیم». سایر قبایل محلی، بدون اسب، از تلاش برای دزدی دوری نکردند. اخیراً شاهد یک جنگ بین قبیله اسب سوار و اعضای یک قبیلهٔ پیاده هم بودیم.

کاکْسْ در سفرش در قسمت بالاتر رودخانه، با قبیلهٔ والا والا روبرو شد، او از آنها به عنوان «قطعاً دوستانه‌ترین قبیله ای که در مسیر رودخانه دیده بودیم» یاد کرد، که «به‌طور وضوح یک فضای باز بدون سوء ظن با اعتماد به نفس در راه و روش آنها» دیده شد، که «یکباره سوء ظن را از بین برد و دوستی ما را تضمین کرد.» کاکْسْ در مقایسه این قبیله با قبایل دیگری که دیده بود نوشت:
«ما از چند خانواده در روستا دیدن کردیم. به محض ورود ما را دعوت به نشستن در بهترین مکان که برایمان انتخاب کردند و فوراً یک حصیر تمیز برای نشستن پهن شد. در حالی که بقیه اعضای قبیله، به ویژه زنان و کودکان در فاصله‌ای محترمانه قرار گرفتند، بدون اینکه هیچ نوع کنجکاوی مزاحمت باری را که در میان قبایل پایین رودخانه در مورد اسلحه‌ها یا لباس‌هایمان تجربه کرده بودیم از خود نشان دهند. زنان این قبیله نیز با درجه‌ای از مهربانی از زنان دیگر قبایل متمایز بودند. آنان از خودشیرینی‌های نفرت‌انگیزی که زنان دامن علفی پائین رودخانه داشتند دور بودند، و به همان اندازه عاری از تظاهر محبت بودند. فحشا در میان آنها ناشناخته است. و من معتقدم هیچ انگیزه ای آنها را وسوسه نمی‌کند که میزان عفت خود را نقض کنند.»

### ورود مبلغان انگلیسی

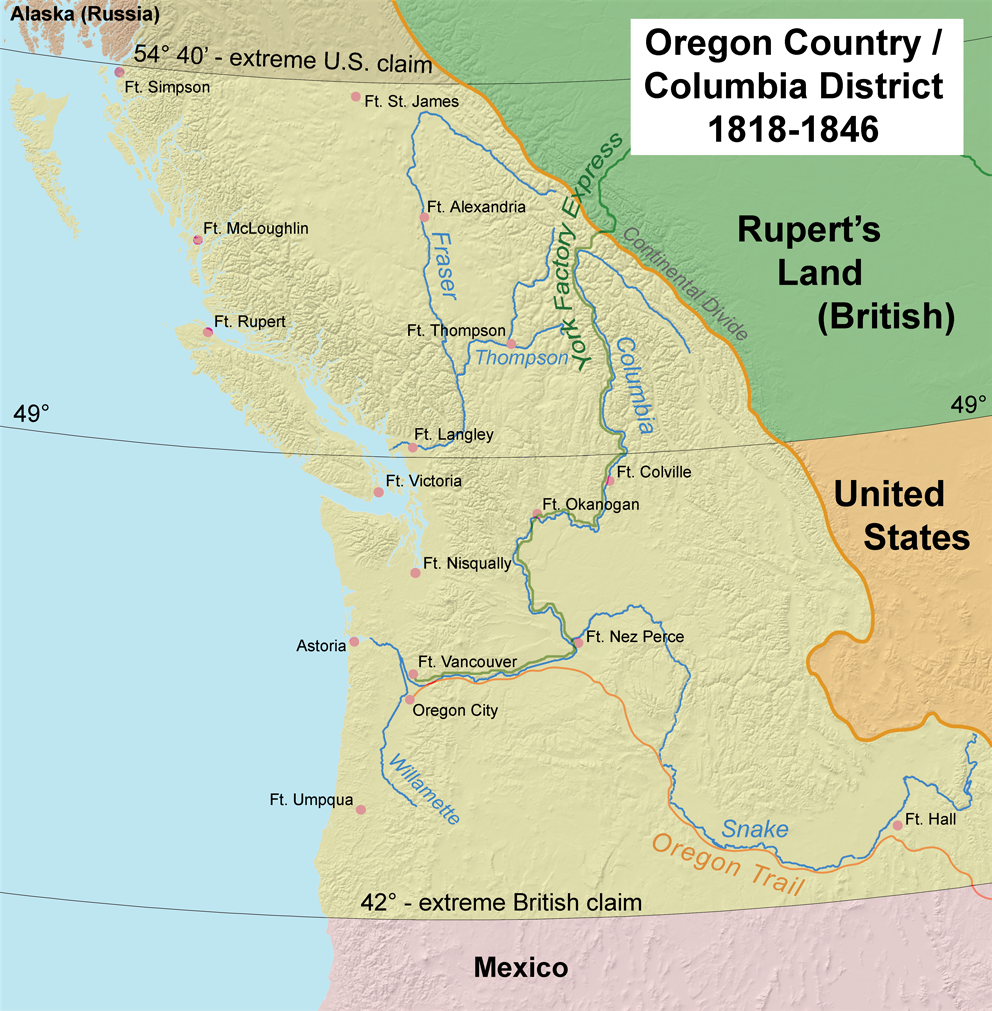
نقشه ای که طرح‌های سرزمینی بریتانیا و آمریکا را در شمال غربی اقیانوس آرام نشان می‌دهد

با وجود اینکه تعداد بیشماری از مستقلات وابسته به قبیله‌های گوناگون به‌طور گسترده در سراسر سرزمین اورگن موجودند، مستعمرین مقیم در شرق ایالات متحده به اسکان تاریخی و ادعای ضمنی این قبایل نسبت به سرزمین‌های خودشان توجه نکردند و آن‌ها را به رسمیت نشناختند. در سال ۱۸۲۸، معلمی در نیوانگلندبه نام هال جکسون کلی، یکی از نمایندگان برجسته مأمور به ایجاد مستعمرهٔ اروپائی در سرزمین اورگن، در گزارشی به کنگره از این منطقه به عنوان «با ارزش‌ترین بخش‌های اشغال نشده کره زمین» یاد کرد.
دیگران نیز همین شور و شوق کِلی را داشتند. و به دنبال دسترسی به آنچه که به تصور آنها به عنوان سرزمین‌های خالی از سکنه بود اقداماتی کردند و مایل به مشارکت در ایجاد جوامع جدید در این نواحی که به گمان خود بکر بودند شدند. با تأسیس شهر اورگن در محل تلاقی رودخانه‌های کلَکِمِس و ویلامت، استعمار اروپایی-آمریکایی سرزمین اورگن به‌طور جدی توسط جان مک لافلین، عامل اصلی شرکت خلیج هادسون در سال ۱۸۲۹ در این منطقه آغاز شد.
تازه واردان دهه ۱۸۲۰ به نواحی شمال غربی اقیانوس آرام بیماری‌هایی را با خود به همراه آوردند که جمعیت بومی اورگن هیچ مصونیتی در مقابل آن گونه بیماری‌ها نداشتند. امواج بیماری‌های مسری بین سال‌های ۱۸۲۴ و ۱۸۲۹ جوامع بومیان آمریکا را فرا گرفت، با آبله، سرخک، و بیماری ناشناخته‌ای که در آن زمان به عنوان «تب آگه» توصیف می‌شد، ده‌ها هزار نفر از بومیان اولیه را در نواحی بسیاری نابود کرد. یکی از ناظران برآورد می‌کند که در یک تابستان ۸۰ درصد از جمعیت بومی‌ها جان خود را با ابتلاء به بیماری‌های مشابه از دست دادند. روستاها خالی از سکنه شدند و بقایای قلیل برخی از گروه‌های قبیله ای جذب جوامع دیگر شد.
لوئیس اف. لین از میسوری، به عنوان سناتور ایالات متحده، لایحه ای را در ۱۱ دسامبر ۱۸۳۸، به مجلس سنا ارائه داد که در آن خواستار اشغال منطقه اورگن در شمال به ۴۲ درجه عرض جغرافیایی و غرب کوه‌های راکی شد. تا بتوانند در ساحل رودخانه کلمبیا قلعه ای بسازند تا تحت حاکمیت نیروی نظامی ایالات متحده شود و تابع قوانین مالیاتی آن گردد. بدین ترتیب صحنه برای درگیری بین دولت آمریکا در واشینگتن دی سی و گروه‌های بومیان که به‌طور تاریخی در این منطقه اجدادی شان ساکن بودند، فراهم شد.
در تلاش برای تبدیل اعضای قبیله کلیکتات به مسیحیت. مبلغان مذهبی به رهبری جیسن لی، متدیست یک «کلیسای بزرگ بومیان» در دالِس اورگن در سال ۱۸۳۹ ایجاد کردند. لی همچنین تصمیم به ساختن یک شهرک جدید برای اسکان استعمارگران اروپائی-آمریکائی در دهانه رودخانهٔ اومپکوا، در سرزمین‌های اجدادی قبیله اومپکوا گرفت. لی و همراهانش ایام خود را در میان جمعیت بومی که بردبار و به‌واسطهٔ فرهنگ قومیشان با تازه‌واردها همراه بودند سپری کردند. همان‌طور که یکی از مورخان اولیه اشاره کرد، مبلغان معتقد بودند که بومیان این ناحیه «به راحتی تحت تأثیر قرار می‌گرفتند، و به تقلید از اشکال و روش عبادت مبلغان مستعد بودند».
عیناّ مانند مستعمرات شرق آمریکا که با ورود اروپائیان، سرخپوستان آن نواحی برای اولین بار با بیماری‌های مسری اروپائیان برخورد کردند و با واگیری آن بیماری‌ها جانشان تلف شد، در قلمروی اورگن هم با ورود اولین تله‌گذاران و بازرگانان اروپایی، مردم بومی حوضه کلمبیا تحت تأثیر بیماری‌های مسری تازه‌وارد قرار گرفتند که درصد زیادی از جمعیت آن‌ها را نابود کرد. لی و همراهانش دریافتند که جمعیت منطقه ای که وی قبلاً از آن بازدید کرده بود به کمتر از ۳۷۵ نفر کاهش یافته‌است و معتقد بود که حتی امید به ادامهٔ زندگی این عده از بازماندگان هم محدود است. در نتیجه برنامه‌های جدید تبلیغات مذهبی در دره رودخانه امپکوا کنار گذاشته شد.
کلیسای متدیست به طرح‌های بزرگ خود در قلمرو جدید ادامه داد. با دسترسی به درخت‌های تنومند زیاد در منطقه کلیسا یک کارخانه چوب بری ایجاد شد. و همچنین با هدف آموزش دادن به مردم بومی در راه‌های صنعت داخلی یک «آموزشگاه کارگری» تأسیس نمود. پس از جلسه مشاورهٔ ماه مه ۱۸۴۱، جامعه متدیست منطقه ساختمانی به ارزش ده هزار دلار در مجاورت شهر امروزی سیلم در دشت چِمِکِتا ساخت. و در آنجا مدرسه ای برای جمعیت بومی پایه‌گذاری کرد. این مدرسه به مدت ۹ ماه اداره شد. اما به دلیل عدم موفقیت در بهار ۱۸۴۳ به حال خود رها شد.
هیچ چیز مانع ورود مهاجران اروپایی-آمریکایی بیشتر در این دوره نشد. با رشد تعداد ساکنان که در بیش از ۳ یا ۴ ساختمان در شهر اورگن نبود، تا بهار ۱۸۴۳ به حدود ۳۰ ساختمان افزایش یافت. به پیشنهاد جِیسِن لی به دولت فدرال، یک مأمور از میان بومیان اولیه برای اداره امور آن در سرزمین اورگن منصوب شد. الایجا وایت در اوایل سال ۱۸۴۲ توسط دولت جان تایلر، رئیس‌جمهور وقت، به این سمت منصوب شد. در این انتصاب از استفاده عنوان فرماندار سرزمین ارگن برای وی خودداری شد. دولت به وایت همچنین اجازه شفاهی داد تا از بودجه دولتی برای هزینه‌های ضروری مربوط به ادارهٔ آن سرزمین استفاده کند.
الایجا (الیاس) وایت نمایندهٔ دولت آمریکا در سرزمین اورگن پس از ورودش به فورت ونکوور، به زودی متوجه شد که روابط بین مهاجران اروپائی و گروه‌های بومیان مختلف بدتر از قبل شد. اعضای قبیله کایوس یک آسیاب را واقع در مجموعهٔ مذهبی وائیلاتپیو در نزدیکی والاوالا در ایالت واشینگتن امروزی به آتش کشیدند. در ضمن گمان می‌رود که قبیلهٔ نزپرس، در شرق، در آستانه طغیان علیه استعمارگران در لَپوِی هستند. این مکانی است در بخشی از ایالت آیداهو امروزه است. شایعاتی در میان شهرک نشینان منطقه منتشر شد که قبایل بومی سرزمین متحد شدند تا یک حمله هماهنگ برای نابودی جامعه‌های اروپائی نشین انجام دهند. یک گروه هشت نفره مسلح اروپائی الاصل برای پایان دادن به این تهدیدهای مظنون با دو مترجم عازم سفر شدند.
برای نشان دادن یک جبهه متحد، نماینده عملیات تجاری بریتانیا در منطقه، به گروه هشت نفره آمریکایی‌ها پیوست. مأمور بومی منتصب دولت، الیاس وایت، در جلسه ای با نِزپِرس به‌طور یکجانبه مجموعه ای از قوانین را در بارهٔ نگرانی‌های شهرک نشینان سفیدپوست ارائه کرد، و بومی‌ها را مجبور به انتخاب یک رئیس و نایبان رئیس نمود. وایت اعلام کرد که این مقامات به‌طور جمعی مسئول رفتار خوب مردم خود شناخته می‌شوند. اصلاحات مشابهی بعداً بر قبیلهٔ کایوس هم تحمیل شد.

### نژادپرستی و خشونت
به استثنای «بومیان سرزمین، افراد با نژادهای مخلوط، و مردمان هاوایی» تا پایان دهه ۱۸۴۰ بیش از ۹۰۰۰ شهرک نشین آمریکایی و خارجی، ساکن منطقه اورگن شدند. هنگامی که شهرک نشینان از نقاط شرقی آمریکا به سرزمین اورگن هجوم آوردند، یکنوع دیدهای نژادپرستانه هم در مورد مردم بومی سرزمین با خود آوردند. در دوره‌های مختلف برخی از اعضای خشن تر در جمعیت تازه‌وارد اروپائی الاصل در تلاش برای جابجایی و نابودی جوامع محلی بومیان اولیه آمریکا دست به اعمال خشونت‌آمیز زدند. در سال ۱۸۴۹ یک یا چند نفر از ساکنان شهر لین شبانه با یک حمله به روستای بومیان منطقه آن را به آتش کشیدند و آذوقهٔ زمستانی آنان را از بین بردند.

صدمات مالی وارده به سفیدپوستان به اندازه خسارت‌های وارده به قبایل بومیان آمریکا نبود. یکی از مهاجران این دوره، جان بیسون تبعه انگلیسی، در مارس ۱۸۵۳، ایلینوی را به مقصد اورگن ترک کرد و در پایان سپتامبر به دره رودروگ رسید. او پس از سه سال زندگی در اورگن به واسطهٔ آنچه در روابط بین بومیان و شهرک نشینان دید از آن دیار رانده شد، به شرق بازگشت تا کتابی در مورد آزار و اذیت بومیها به دست مهاجران سفیدپوست بنویسد. بیسون نوشت:
«به دلیل کمبود آب در منطقه، کارگران معدن هرسال به مدت چند ماه بیکارند. غذایشان در این مدت نان مرغوب و گوشت گاو است، و عموماً همراه است با استفاده فراوان تنباکو و ویسکی. به این ترتیب کیفیت غذا، و سموم مصرف شده، همراه با یک جوّ تحریک کننده، احساسات شهوانی آن‌ها را تحریک می‌کند. و با کمبود موانع اخلاقی و موجودیت قانون مدنی، آن‌ها را به دنبال زیاده روی در هتک حرمت سرخپوستان بی دفاع روان می‌دارد. من از بازگوئی وقایع وحشت بار می‌گذرم. و فقط یادآور می‌شوم که هر پدر یا مادر آمریکایی می‌تواند به راحتی تصور کند که اگر بدون محافظت و در انزوا، در دره‌ها و پستی و بلندی‌های محل، در محاصره گروهی از مردان با شرایطی که در بالا توضیح داده شد روبرو شود، سرنوشت دخترانشان چه می‌شود. این تسکینی نیست که بگوییم زنان قربانی، تمایل به اعمال شهوانی آن گونه مردان دارند؛ زیرا مشهور است که پدران و برادران این زنان اغلب برای به دست آوردن تصرف قهری زنان و دخترانشان تیرباران می‌شوند. اگر در نظر بگیریم که برای این گونه تجاوزات خود چه تنفر و مجازاتی را بر نژاد دیگری وارد می‌کنیم، باید به عظمت این اشتباه پی ببریم.»
برخی از شهرک نشینان اروپائی پیشینه با موفقیت جمعیت بومیان را مجبور به داد و ستد زنان برای آذوقه و تسلیحات کردند. این تجارت جسم برای اسلحه گرم بود که به قبایل جنوب اورگن ابزار کافی برای مقاومت در طول جنگ رودخانه روگ ۱۸۵۵–۱۸۵۶ را فراهم نمود.
از دیدگاه افراد غیر بومی، نسل‌کشی بومیان عادی و رایج بود. و اینکه از ساحل اقیانوس آرام تا کوه‌های راکی باید هر «سرخپوستی» از بین برود. یک مزاح تاریک و شرورانه رایج این بود که «چنانچه یک مرد سفیدپوست با یک سرخپوست «نر» و یک آهو ی نر همزمان روبرو شود، باید به مرد سرخپوست شلیک کند و آهو را به حال خود بگذارد تا فرار کند».

### جنگ رودخانه روگ (۱۸۵۵–۱۸۵۶)

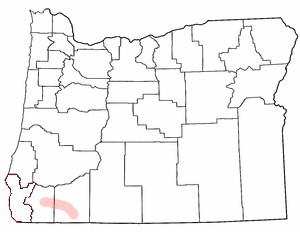
نقشه ای که موقعیت دره رود روگ را در محدوده پس از ۱۸۵۹ ایالت اورگن نشان می‌دهد.

بومیان اورگن جنوبی از بی‌رحمی و تجاوزهای معدنچیان سفیدپوست و شهرک‌نشینان پر از ترس و وحشت بودند. درخواست‌های آن‌ها به مقامات سفیدپوست برای محافظت از ایشان مورد توجه هیچ‌یک از مقامات آمریکائی قرار نگرفت.
در تابستان ۱۸۵۵، روزنامه اورگان استیتمن نامه‌ای از یک ناشناس با امضای «یک معدنچی» چاپ کرد. نویسندهٔ این نامه پیش‌بینی قتل‌عام‌های خونین توسط «سرخ پوستان» را علیه جمعیت سفیدپوست اورگن حتمی دانست. این ادعا بهانه ای به مأمور زیردست نماینده بومیان برای جنوب اورگن داد تا جلسه ای عمومی را در یکی از شهرهای دره ویلامت تشکیل داد و رسماً ۳۰۰۰ سرباز داوطلب از بین شهروندان را برای مبارزه با خطر دعوت گرد. با انتشار نظرات روزنامه‌ها در سواحل بالا و پایین، از قلمرو واشینگتن تا کالیفرنیای شمالی، تقریباً به اتفاق آرا برای جنگ، جنون جنگی قلمرو اورگن را فرا گرفت،
فرماندار جورج لاکاری خواسته مردم را لازم به اجرا دانست و اعلامیه ای مبنی بر اعلان جنگ صادر کرد و از نظامیان داوطلب خواست فوراً به میدان بروند. به دنبال آن جنجالی از خشونت شدید آغاز شد. بومیان از روستاهای خود به بیابان رانده شدند، و بسیاری از آن هاکشته شدند. در ماه اکتبر ۲۷ بومی توسط شهرک نشینان در جریان یورش به یک روستا کشته شدند. با سوزاندن یک خانه متعلق به یک سفیدپوست و کشتن ۲۷ شهرک نشین، بومیان اورگن نیز به انتقام جوئی قیام کردند. این واقعه بهانه ای برای ادامه جنگ توسط طرفداران آن شد.

جان بیسون که شاهد جنگ رودخانه روگ بود بعداً در مورد آن نوشت:
"در طول سالهای ۱۸۵۵–۱۸۵۶، بیش از ۲۰ قتل توسط بومی‌ها انجام شد و تعدادی از آنها تحت تعقیب قانونی قرار گرفتند و به دار آویخته شدند. اما هیچ گزارشی از تعداد بومیان کشته شده ثبت نشد. روش رایج در بین سفیدپوستان آن بود که هر زمان که ممکن بود به یک بومی تیر اندازی شود می‌شد. و خیال تیر انداز راحت بود که مصون از تعقیب قانونی خواهد بود.»
جنگ علیه بومیان آمریکا، در مطبوعات نوپای اورگن منطقی جلوه داده شد. یک مقاله در ۱۰نوامبر ۱۸۵۵، چنین نظر داد، که:
«سرخپوستان هیچ شباهتی جز شکل و شمایل با انسان ندارند. از آنجائی که طبیعتاً نادان، حقیر و پست هستند، ذهنشان برای آموزش مغزی و بدنشان برای کارهای جسمی بی اندازه ناتوان است. خدا ما را فرستاده‌است که آنها را نابود کنیم؛ همانطور که با بنی اسرائیل از قبایل مشابه کرد.»
با کشته شدن ۱۰۰ نفر از بومیان رودخانه روگ و ۹۴ سرباز، شبه نظامی یا شهرک نشین، جنگ در ژوئن ۱۸۵۶ به پایان رسید. بومیان تولوآ و سایر قبایل پس از جنگ سر زمینهای اجدادی خود را از دست دادند و به محدوده‌های گوناگون یا «رزرویشن» منتقل شدند.

### سلب مالکیت و سیستم محدودهٔ اسکان بومیان اولیه (رزرو)
از سال ۱۸۵۰ تا ۱۸۵۵، قانون «زمین اهدایی اورگن»، به اجرا درآمد. این قانون، بدون مذاکره با بومیان اصلی اورگن در بارهٔ زمین‌های اجدادیشان، در مورد معاهدات یا واگذاری زمین به ساکنان و مردان سفیدپوست تازه‌وارد ایجاد شد. بر طبق این قانون زمین‌هایی را که قبلاً توسط قبایل بومی آمریکا اسکان شده بودند، استعمارگران می‌توانستند مالک شوند. هر مرد سفیدپوست تازه‌وارد به منطقه حق مالکیت ۳۲۰ هکتار زمین دریافت می‌کرد. در ضمن به افرادی که قبل از آن زمان در زمین‌های سرخپوستان ساکن شده بودند و ادعای مالکیت آن زمین را داشتند نیز مشروعیت می‌داد. این قانون همچنین در مورد «سرخپوست‌های دورگه آمریکایی» که ادعای مالکیت زمین را داشتند نیز اعمال می‌شد. در نهایت، بیش از ۲/۵ میلیون هکتار زمین مورد ادعا قرار گرفت، و با هجوم مهاجران، درگیری‌ها و به اصطلاح «جنگ‌های نژادی» بین آنها و مردم بومی اورگن، مانند جنگ‌های رودخانه روگ (همان‌طور که قبلاً بحث شد) افزایش یافت.
با این حال برای اسکان قانونی سفیدپوستان در این منطقه، بر اساس قراری به نام «موافقتنامه ارگن» ایالات متحده توانست قلمرو ارگن را از انگلستان تحویل بگیرد. یکی از اصول این موافقتنامه از طرف انگلستان احترام به حق مالکیت بومیان منطقه بود. به این معنی که ایالات متحده باید با قبایل ساکن ارگن قرارداد واگذاری زمین ترتیب می‌داد. انتقال حق مالکیت اراضی به سفیدپوستان بدون موافقت ساکنان بومی امکان‌پذیر نبود. برای حل این مسئله، کنگره ایالات متحده در همان سالی که «قانون اهدای زمین اورگن» اجرایی شد، «قانون پیمان با بومیان» را هم تصویب کرد. این قانون راه انتصاب مأموران خاص دولتی با اختیارات مذاکره و بستن قرارداد با بومیان به جهت واگذاری زمین‌هایشان را باز کرد. جزو اختیارات این مأموران انتقال بومیان منطقه به نقاط دیگر هم بود.
پس از تصویب هر دو قانون ده سال آینده شاهد امضای قراردادهایی با گروه‌های بومی در سراسر قلمرو اورگن، از جمله قبایل وارم اسپرینگز و واسکو (۱۸۵۵)، سیلِتْز (۱۸۵۵)، گروه کآوکریک (۱۸۵۳)، اوماتیلا (۱۸۵۵). و کالاپویا (۱۸۵۵) بود. چندین قبیله ساکن دره ویلامت در ابتدا موفق به حفظ حقوق خود نسبت به مالکیت سرزمین‌هایی که در آن زندگی می‌کردند شدند. اما، این قراردادها هرگز توسط دولت ایالات متحده تصویب نشد، و با مذاکرات بعدی به سرپرستیجوئل پالمر منجر به تأسیس اتحادیهٔ قبایل دره ویلامت شد، و نهایتاً با انتقال آنها به یک منطقهٔ حفاظت شده (رزرو) پایان یافت.
در واقع بسیاری از قبایل به اجبار به مناطقی که دولت با عنوان رزرو برایشان تعیین کرده بود منتقل شدند. رزرویشن وارم اسپرینگز، رزرویشن یوماتیلا، و منطقه حفاظتی سرخ پوستان ساحل نشین چنین سرنوشتی داشتند. اما رزرویشن اخیر پس از ایجاد آن به سرعت تغییر یافت. این رزرو بخش قابل توجهی از زمین اصلی خود را از دست داد و به مجتمع‌های گرندراند و سیلِتْز تقسیم شد.

### حذف رسمیت بومیان
در دهه ۱۹۵۰، قبایل ساکن قلمروی اورگن سریعاً حقوق خود را برای صلاحیت قانونی سرزمین‌های خود، و پذیرش تأییدیه رسمیت توسط دولت فدرال از دست دادند. دولت ایالات متحده به انجام مسئولیت‌های خود در قبال سرزمین‌های بومی که قبلاً توسط توافقنامه‌های معاهده تضمین شده بود، پایان داد. در میانهٔ قرن بیستم شاهد حذف رسمیت بیش از ۱۰۰ قبیله بومی، توسط دولت فدرال در غرب ایالات متحده بود.

#### قانون عمومی ۲۸۰
چندی از اقوام بومی اورگن و چهار ایالت دیگر از طریق قانون عمومی ۲۸۰ که توسط کنگره ایالات متحده تصویب شد در سال ۱۹۵۳ مالکیت قانونی خود را بر قلمروهای اجدادی خود از دست دادند. این قانون، تعقیب برخی جرایم مدنی و جنایی که اعضای قبیله عاملش بودند را به مجریان قانون ایالتی واگذار کرد. و همچنین حق رسیدگی به جرایمی که در محوطهٔ یک قبیله رخ می‌داد را هم از شورای قبیله ای اخذ کرد. فقط قبیله بِرنْزپایو، قبایل اتحادیهٔ وارم اسپرینگز، و قبایل اتحادیهٔ رزرو یوماتِلا از این قانون مستثنی هستند.

#### قانون حذف ائتلاف با کلَمِث
رَوَند نظارت بر انتقال سرزمین‌های بومی با تصویب قانون عمومی ۵۸۷ در سال ۱۹۵۴، تحویل زمین‌های بومی را بدون دخالت دولت فدرال تصویب کرد، و به دست افراد غیردولتی داد. و به رابطهٔ ودیعه ای بین دولت ایالات متحده با قبایل کلمث، موداک، و گروه یاهوسکین اِسنِیکز خاتمه داد.
در آن زمان، در سرزمین‌های کلَمِث صنعت چوب بری و الوار رونق خاصی داشت و اقتصاد محلی را غنی کرده، و کْلَمِث را به یکی از ثروتمندترین گروه‌های بومی تبدیل کرده بود. دولت فدرال بر این باور بود که با فروش زمین‌های جنگلی کْلمِث و توزیع درآمد آن بین اعضای تثبیت شده کْلَمِث موفق به ایجاد ثروت فردی شود. و در نتیجه به استقلال سرزمین‌ها از نظارت دولت فدرال کمک می‌کند. قبایل کلَمِث تا حدی به این دلیل خاتمه یافتند که دولت فدرال آنها را آماده برای خود مختاری و همسان سازی دانست.

علاوه بر این، اورمه لوئیس، دستیار وزیر کشور آن زمان، در یک جلسه برای بررسی قانون پیشنهادی فسخ، خاطرنشان کرد:
«... قبیله کلَمِث یکی از پیشرفته‌ترین گروه‌های سرخپوست در ایالات متحده محسوب می‌شود. پایان دادن به نظارت فدرال بر مدیریت زمینهای جنگلی قبیله کلمث و افراد آن بسیار مورد توجه است؛ زیرا قبیله کلمث و تک تک اعضای آن به‌طور کلی توانسته‌اند مهارت و توانایی کافی برای اداره امور خود بدون کمک‌های ویژه فدرال به دست آورند. افراد این قبیله با ازدواج خود با افراد غیر بومی، با همکاری و معاشرت با همسایگان خود تا حد زیادی در تمام مراحل زندگی اقتصادی و اجتماعی منطقه ادغام شده‌اند. استاندارد زندگی بومیان کلمت با دیگران به خوبی قابل مقایسه است. طرز لباس پوشیدن آن‌ها دور از پوشش‌های سنتی بومی است. آداب و رسوم مذهبی یا دیگر مراسم سنتی بومی در بینشان باقی نمانده‌است. اکثر آنها در خانه‌های مدرن زندگی می‌کنند. . . . مزارع را با ماشین آلات مدرن مکانیزه کرده‌اند … و امکان دارد که دولت فدرال سرپرستی خود را از سرزمین‌های کلَمِث لغو کند. .. " 
با تقسیم و فروخته شدن، زمین‌های حومهٔ اسکان قبیلهٔ کلَمِث، بیش از سه چهارم اعضای تثبیت شده قبیله مبلغ سهام خود را به صورت نقدی دریافت کردند، در حالی که بقیه ترجیح دادند سهام خود را از فروش زمین به عنوان ودیعه به امانت در صندوق اعتباری بگذارند. در نهایت، این سهام امانتی زمین‌ها نیز فروخته شد، و همه اعضای قبیله مبلغی برای خود دریافت کردند. در این قانون تصریح شد که مردم کلَمِث حقوق آب و ماهیگیری خود را همانطور که توسط معاهده تعیین شده‌است حفظ خواهند کرد. این حقوق بعداً در دادگاه فدرال مورد حمایت قرار گرفت.

#### قانون حذف بومیان اورگن غربی
در همان سال با قانون خاتمه کلَمِث توسط کنگره ایالات متحده قانون عمومی ۵۸۸ که به عنوان قانون سلب مسئولیت دولت از رابطهٔ خاص با بومیان ارگن غربی نیز شناخته می‌شود، تصویب شد. بدین وسیله اعتبار و خدمات خاصی که از طریق قراردادهای قبلی توسط دولت فدرال به اقوام قبیله ای ارائه می‌شد نفی شد و به خدمات دولت فدرال به این قبایل پایان داد. پس از دریافت گزینه‌های مختلف برای اینکه با زمین‌های مشترک خود چه کنند، هر دو قبیله تصمیم گرفتند بخشی یا تمام دارایی‌های قبیله ای خود را بفروشند. به دنبال این تصمیم، دو اتحادیه قبایل سیلِتز و قبایل گرندراند با ثبت فهرست اعضاء خود در دولت فدرال توانستند با دریافت وجوه حاصل از فروش زمین‌ها آن را به‌طور مساوی بین اعضاء خود تقسیم کنند. اعضای کنفدراسیون سیلِتز برای هر نفر ۵۴۲/۵۰ دلار دریافت کردند، در حالی که اعضای کنفدراسیون گرندراند هر کدام ۳۵ دلار دریافت کردند. به‌طور کلی شصت گروه قبیله ای در غرب رشته کوه‌های کَسکِید امتیازات قبلی خود را که به رسمیت شناختن قومی آن‌ها توسط دولت فدرال کمک می‌کرد، با ایجاد این قانون از دست دادند.

### مرمت
با از دست دادن امتیازات قبیله ای، شش قبیله بومی در دهه‌های بعد توانستند از طریق مکاتبه و شور و شرکت در جلسات بررسی کنگره با تلاش برای پس‌گرفتن سرزمین‌های از دست داده، و به رسمیت شناختن حاکمیت دوباره خود با موفقیت اقدام کنند.
| قبیله                                                  | تاریخ خاتمه | تاریخ بازگرداندن |
| ------------------------------------------------------ | ----------- | ---------------- |
| قبایل کنفدراسیون سرخپوستان سیلتز                       | ۱۹۵۵        | ۱۹۷۷             |
| گروه کآوکریک از قبیله سرخپوستان اومپکوا                | ۱۹۵۴        | ۱۹۸۲             |
| قبایل کنفدراسیون جامعه گرندروند اورگن                  | ۱۹۵۴        | ۱۹۸۳             |
| قبایل کنفدراسیون سرخپوستان کو، اومپکوا پایین و سیوسلاو | ۱۹۵۶        | ۱۹۸۴             |
| قبایل کلَمِث                                             | ۱۹۵۴        | ۱۹۸۶             |
| قبیله کوکیل                                            | ۱۹۵۴        | ۱۹۸۹             |

#### ۱۹۷۷: کنفدراسیون قبایل سرخپوستان سیلِتز
به مدت یک سال از ۱۹۷۵ تا ۱۹۷۶، مردم سیلِتز شهادتنامه هائی با نمایندگان خود برای حمایت از قانون بازسازی سیلِتز به کنگره ایالات متحده فرستادند. سناتور اورگن، مارک هتفیلد، از آن حمایت کرد و به رسمیت شناختن دولت فدرال را به سیلِتز بازگرداند «همه خدمات و مزایای فدرال» را که برای قبایل شناخته شده اعمال می‌شود، و به آنها اعطا شد. اما زمین‌های رزرو شده برای بومیان، یا حق شکار، ماهیگیری یا تله اندازی را برایشان احیا نکرد. این قانون در سال ۱۹۷۷ به عنوان قانون عمومی ۹۵–۱۹۵ تصویب شد و سیلِتز امروزه به عنوان اتحادیهٔ بومیان سیلِتز موجود است. سه سال بعد، طبق قانون عمومی ۳۴۰–۹۶، به سیلِتزها به‌طور رسمی حقوق ۳۰۶۳ هکتار از زمین‌های رزرو شده هم اعطا گردید. در سال ۲۰۱۶، قانون عمومی شماره ۲۶۲–۱۱۴ لازم الاجرا شد. این قانون زمین‌های اضافی را که در ابتدا به عنوان بخشی از منطقه حفاظت شده سرخپوستان ساحلی در سال ۱۸۵۵ به سیلِتز اعطا شده بود، بازسازی کرد تا توسط دولت فدرال به امانت نگه داشته شود.

#### ۱۹۸۲: گروه کاوکریک از قبیله اومپکوا
گروه بومیان کاوکریک متعلق به قبیلهٔ اومپکوا طبق قانون عمومی ۳۹۱–۹۷ باید در سال ۱۹۸۲ بازسازی می‌شد. گروه کاوکریک به رسمیت شناخته شد و خدمات فدرال دریافت کرد، اما هیچ بازسازی یا ایجاد زمین‌های رزرو شده انجام نشد. در سال ۲۰۱۸، قانون انصاف قبیله ای اورگن غربی بیش از ۱۷ هزار هکتار زمین را به گروه کاوکریک بازگرداند که اکنون توسط دولت فدرال ایالات متحده برای آنها در امان است.

#### ۱۹۸۳: اتحادیهٔ قبایل جامعه گرَندراند
در سال ۱۹۸۳، قبایل اتحادیهٔ جامعهٔ گرندراند اورگن گرد هم آمدند و با استفاده از کارگذاران حقوقی، با تلاش برای جمع‌آوری کمک‌های مالی به این منظور، و گواهی دادن در مقابل کنگره ایالات متحده، تحت قانون بازسازی گرندراند رسمیت خود را در مقابل دولت فدرال به دست آوردند. قانون رزرویشن گرندراند در سال ۱۹۸۸ اجرایی شد و ۹٬۸۱۱ هکتار زمین را که در ابتدا در رزرو اصلی گرندراند به آنها اعطا شده بود. به جامعهٔ گرندراند بازگرداند. در سال ۲۰۱۶، همان طرحی که زمین‌های رزرو شده اولیه سیلِتز را بازسازی کرد، این امکان را به وزارت کشور ایالات متحده داد تا قطعات زمینی را که به امانت به قبایل داده می‌شد، آسان‌تر بپذیرد - به عبارت دیگر، به دست آوردن مجدد زمین‌های معاهده ای جامعهٔ گرندراند را آسان‌تر کرد.

#### ۱۹۸۴: کنفدراسیون قبایل سرخپوستان کوز، اومپکوا پایینی و سایوسلا
در سال ۱۹۸۴ با تصویب قانون بازسازی، اتحادیهٔ کوز-اومپکوا پائینی، و سایوسلا، رسمیت یافته و استقلال قبیله ای خود را به فهرست دولت فدرال بازگرداند. بر اساس این قانون بازسازی کوز-اومپکوا پائینی، وسایوسلا، ایالت اورگان صلاحیت مدنی و کیفری بر اعضای قبیله را برای شورای قبیله ای حفظ کرد. قانون انصاف قبیله ای اورگن غربی، زمین‌های گروه کاوکریک را در سال ۲۰۱۸ بازسازی کرد، و بیش از ۱۴۰۰۰ هکتار زمین را به ودیعه برای کوز-اومپکوا پائینی، و سایوسلا، قرار داد.

#### ۱۹۸۶: قبایل کلَمِث
در سال ۱۹۸۶، بر اساس قانون احیای قبیله بومیان کلَمِث، اتحادیهٔ اقوام کلَمِث، موداک، و یاهوسکین، توسط دولت فدرال به فهرست قبایل رسمی آمریکا بازگردانده شدند. با وجود این که حقوق معاهده آنها احیا شد، کلمِث هیچ‌یک از زمین‌های رزرو شده قبلی خود را پس نگرفت.

## بومیان آمریکا در اورگن معاصر

### قبایل فدرال به رسمیت شناخته شده در اورِگن
بومیان اصلی اورگن در حال حاضر در ۹ گروه قبیله ای توسط دولت فدرال به رسمیت شناخته شده، متحد گشتند:
- قبیله بِرنزپیوت
- اتحادیهٔ قبایل کوز، آمپکوای پائین، و سایوسلا
- اتحادیهٔ قبایل گرندراند
- اتحادیهٔ قبایل سیلتز
- اتحادیهٔ قبایل سرزمینهای محدودهٔ بومیان یومِتلا
- قبایل متحد وارم اسپرینگز
- گروه کاوکریک قبیلهٔ آمپکوا
- قبیله سرخپوستان کُکویل
- قبایل کلَمِث

علاوه بر این، ایالت اورگن امروزی شامل برخی از سرزمین‌های فورت مک‌درمیت پیوت و قبیله شِه شونی مستقر در نوادا هم می‌باشد.

### حضور نمایندگان بومی در دولت ایالتی
از سال ۲۰۲۰، دو نماینده بومی‌تبار در مجلس قانونگذاری ایالت اورگن وجود داشته‌است:
- تاونا سنچز، از تبار شوشون-بانوک، یوت، و کاریزو، در حال حاضر از سال ۲۰۱۷تا به امروز در مجلس نمایندگان ایالت اورگن خدمت می‌کند.[۶۶][۶۷][۶۸]
- جکی تیلور، از شهروند پوتاواتومی، از سال ۱۹۹۱ تا ۲۰۰۰ در مجلس نمایندگان اورگن خدمت کرد.[۶۹][۷۰]

### روابط دولت اورگن با دول قبایل
در سال ۱۹۷۵کمیسیون خدمات بومیان (LCIS) تحت مجلس مقننهٔ اورگن با ۱۳ عضو تشکیل شد. قبایل محلی اعضا مورد نظرشان را معرفی می‌کنند، که توسط قوه مقننه انتخاب می‌شوند. این کمیته وسیله ارتباطی بین دولت‌های ایالتی و قبیله‌ای است که از فرآیندهای تصمیم‌گیری دو طرف مطلع گردد. این کمیسیون منافع اقوام بومی واقع در ایالت اورگن را با دولت ایالتی در میان می‌گذارد. اورگن اولین ایالتی بود که چنین کمیسیونی را برای مجلس مقننهٔ خود تأسیس کرد.

در سال ۲۰۰۱، لایحه ۷۷۰ مجلس سنای اورگن روابط «دولت با دولت» را بین اقوام قبیله ای و دولت ایالت اورگن تأسیس نمود. این لایحه ۱۶۸–۱۸۲٫۱۶۲ ORS را ایجاد کرد، که بیشتر روابط حقوقی بین ایالت اورگن و ۹ قبیله فدرالی رسمیت یافته که ساکن محدودهٔ ایالت اورگن هستند را تدوین کرد. «رویکرد اورگن» اولین لایحه ای بود که در ایالات متحده تصویب شد و چارچوبی برای روابط پیچیده‌تر بین یک سیستم دو دولتی راه انداخت و در عین حال به حاکمیت ذاتی قبایل نیز صحه گذاشت. همان‌طور که خانم کَرِن کویگلی، مدیر اجرایی زمان LCIS، در سال ۲۰۱۳ اشاره کرد:
«مانند سایر دولت‌ها، حاکم هر قبیله ای دارای اختیار ذاتی برای اداره مردم خود و مراقبت از سلامت، امنیت و رفاه آنهاست. تصمیم‌گیری در مورد الزامات شهروندی، تصویب قوانین و مقررات، مالیات و هزینه راندن جامعه، ایجاد زیربنای مدیریت و ارائه خدمات دولتی به شهروندان خود از اموری است که حکومت هر قبیله ای را از قبیلهٔ دیگر مستقل می‌کند. دولت قبیله ای مانند سایر دولت‌ها - حداقل به این معنی است که هر یک از ۹ دولت قبیله‌ای که توسط دولت فدرال به رسمیت شناخته شده و ساکن اورگن هستند دارای وضعیت حقوقی و سیاسی متمایز و جدا از سایر حاکمیت‌ها از جمله سایر دولت‌های قبیله‌ای هستند. به حکومت‌های قبیله ای «حاکمیت اعطا شده» نیست. . . . [آنها] قدیمی‌ترین شکل حاکمیت را طی هزاران سال در اورگن داشته‌اند."

### برنامه درسی در مدارس ایالت اورگن
در سال ۲۰۱۷ از طریق لایحه ۱۳ مجلس سنا قانون تاریخ قبیله/تاریخ مشترک ایالت اورگن ایجاد شد. بر اساس این قانون، وزارت آموزش و پرورش اورگن و ۹ قبیله به رسمیت شناخته شده ساکن ایالت اورگن با یکدیگر همکاری می‌کنند تا برنامه درسی را به طریقی توسعه دهند که تاریخ و فرهنگ بومیان اولیه را دربر گیرد. تا دروس انگلیسی، ریاضی، مطالعات اجتماعی، علوم و بهداشت که در مدارس دولتی اورگن تدریس می‌شود، به نحوی گسترش یابد که تاریخ و فرهنگ مردمان بومی ایالت هم در برنامه درسی گنجانده شود. این درس‌ها همچنین «جامعه پائی» در اطراف مدارس هم خواهد بود، به این معنی که در مدارس دولتی که نزدیک یکی از ۹ قبیله واقع شده‌اند دروس مربوط به تاریخ و فرهنگ آن قبیله خاص نیز به دانش آموزان آموخته شود.